# Reverse proxy
En reverse proxy er et interface der tager forespørgsler fra internettet og forwarder dem til servere i et internt netværk. Dem som laver forespørgslerne ved ikke nødvendigvist, at et internt netværk håndterer disse, deraf navnet "reverse proxy", eller "omvendt stedfortræder".
| Internet | Spire Denne internet-relaterede artikel er en spire som bør udbygges. Du er velkommen til at hjælpe Wikipedia ved at udvide den. |